# Gravetat de Mart
La gravetat de Mart és un fenomen natural, degut a la llei de la gravetat, o gravitació, per la qual totes les coses amb massa al voltant del planeta Mart en són conduïdes. És més feble que la gravetat de la Terra a causa de la massa més petita del planeta. L'acceleració gravitatòria mitjana a Mart és de 3,72076 ms−2 (aproximadament el 38% de la de la Terra) i varia. En general, la isostàsia controlada per la topografia impulsa les anomalies de gravetat a l'aire lliure de longitud d'ona curta. Al mateix temps, el flux convectiu i la força finita del mantell condueixen a anomalies de gravetat a l'aire lliure a escala planetària de longitud d'ona llarga a tot el planeta. La variació del gruix de l'escorça, les activitats magmàtiques i volcàniques, l'elevació de Moho induïda per impactes, la variació estacional dels casquets polars, la variació de la massa atmosfèrica i la variació de la porositat de l'escorça també podrien correlacionar-se amb les variacions laterals. Al llarg dels anys s'han produït models que consisteixen en un nombre creixent però limitat d'harmònics esfèrics. Els mapes produïts han inclòs l'anomalia de la gravetat a l'aire lliure, l'anomalia de la gravetat de Bouguer i el gruix de l'escorça. En algunes zones de Mart hi ha una correlació entre anomalies de gravetat i topografia. Donada la topografia coneguda, es pot inferir un camp de gravetat de més alta resolució. La deformació de la marea de Mart pel Sol o Fobos es pot mesurar per la seva gravetat. Això revela com de rígid és l'interior i mostra que el nucli és parcialment líquid.
Per tant, l'estudi de la gravetat superficial de Mart pot aportar informació sobre diferents característiques i proporcionar informació beneficiosa per a futurs aterratges.

## Mesura

Harmònic esfèric giratori, amb per a la vertical, i per a l'horitzontal. Per al marcià C_{20} i C_{30}, varien amb el temps a causa de la variació estacional de la massa dels casquets polars a través del cicle anual de sublimació-condensació del diòxid de carboni.

Per entendre la gravetat de Mart, sovint es mesuren la seva intensitat del camp gravitatori g i el seu potencial gravitatori U. Simplement, si se suposa que Mart és un cos perfectament esfèric estàtic de radi RM, sempre que només hi hagi un satèl·lit que giri al voltant de Mart en una òrbita circular i aquesta interacció gravitatòria sigui l'única força que actua en el sistema, l'equació seria
{\displaystyle {\frac {GMm}{r^{2}}}=mr\omega ^{2},}
on G és la constant universal de gravitació (normalment presa com G = 6.674 × 10−11 m3 kg−1 s−2), M és la massa de Mart (valor més actualitzat: 6,41693 × 1023 kg), m és la massa del satèl·lit, r és la distància entre Mart i el satèl·lit i {\displaystyle \omega } és la velocitat angular del satèl·lit, que també és equivalent a {\displaystyle {\frac {2\pi }{T}}} (T és el període d'òrbita del satèl·lit).
Per tant, {\displaystyle g={\frac {GM}{R_{M}^{2}}}={\frac {r^{3}\omega ^{2}}{R_{M}^{2}}}={\frac {4r^{3}\pi ^{2}}{T^{2}R_{M}^{2}}}}, on RM és el radi de Mart. Amb la mesura adequada, r, T and RM són paràmetres que es poden obtenir des de la Terra
Tanmateix, com que Mart és un cos planetari genèric, no esfèric i influït per processos geològics complexos, amb més precisió, el potencial gravitatori es descriu amb funcions harmòniques esfèriques, seguint la convenció de la geodèsia; vegeu el model de geopotencial.
{\displaystyle U(r,\lambda ,\psi )=-{\frac {GM}{r}}\left(1+\sum _{\ell =2}^{\ell =L}\left({\frac {R}{r}}\right)^{\ell }\left(C_{\ell 0}P_{\ell }^{0}(\sin \psi )+\sum _{m=1}^{+\ell }(C_{\ell m}\cos m\lambda +S_{\ell m}\sin m\lambda )P_{\ell }^{m}(\sin \psi )\right)\right),}
on {\displaystyle r,\psi ,\lambda } són les coordenades esfèriques del punt de prova. {\displaystyle \lambda } és la longitud i {\displaystyle \psi } és la latitud. {\displaystyle C_{\ell m}} i {\displaystyle S_{\ell m}} són coeficients de grau harmònics adimensionals {\displaystyle l} i ordre {\displaystyle m}. {\displaystyle P_{\ell }^{m}} és el polinomi de Legendre de grau {\displaystyle l} with {\displaystyle m=0}
i és el polinomi de Legendre associat amb {\displaystyle m>0}. S'utilitzen per descriure solucions de l'equació de Laplace. {\displaystyle R} és el radi mitjà del planeta.
El coeficient {\displaystyle C_{\ell 0}} de vegades s'escriu com {\displaystyle J_{n}}.
1. Com més baix sigui el grau {\displaystyle \ell } i ordre {\displaystyle m}, la longitud d'ona més llarga de l'anomalia que representa. Al seu torn, l'anomalia de la gravetat de longitud d'ona llarga està influenciada per les estructures geofísiques globals.
2. Com més alt sigui el grau {\displaystyle \ell } i ordre {\displaystyle m}, la longitud d'ona més curta de l'anomalia que representa. Per als graus superiors a 50, s'ha demostrat que aquestes variacions tenen una alta correlació amb la topografia.[13] La interpretació geofísica de les característiques de la superfície podria ajudar encara més a obtenir una imatge més completa del camp de gravetat marcià, tot i que es podrien produir resultats enganyosos.[13]

La tècnica més antiga per determinar la gravetat de Mart és mitjançant l'observació basada en la Terra. Més tard, amb l'arribada de les naus espacials no tripulades, es van desenvolupar models de gravetat posteriors a partir de dades de seguiment de ràdio.

### Observació basada en la Terra
Abans de l'arribada de la nau espacial Mariner 9 i Viking a Mart, només es disposava d'una estimació de la constant gravitacional de Mart GM, és a dir, la constant universal de gravitació multiplicada per la massa de Mart, per deduir les propietats del camp de gravetat marcià. GM es podria obtenir mitjançant observacions dels moviments dels satèl·lits naturals de Mart (Fobos i Deimos) i sobrevols de naus espacials de Mart (Mariner 4 i Mariner 6).
Les observacions terrestres a llarg termini dels moviments de Fobos i Deimos proporcionen paràmetres físics com el semieix major, l'excentricitat, l'angle d'inclinació respecte al Pla de Laplace, etc., que permeten calcular la relació entre la massa solar i la massa de Mart, el moment d'inèrcia i el coeficient del potencial gravitatori de Mart, i donen estimacions inicials del camp de gravetat de Mart.

### Deduït a partir de dades de seguiment de ràdio

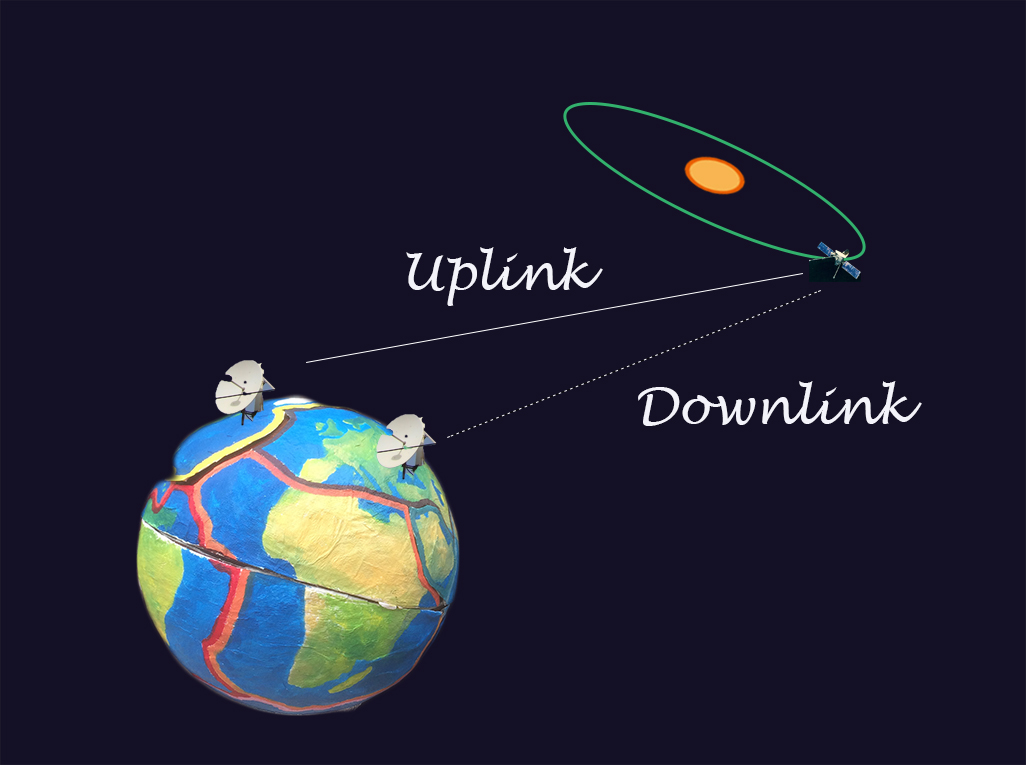
Doppler de tres vies, amb transmissor de senyal i receptor separats

El seguiment precís de les naus espacials és de gran importància per a la modelització de la gravetat precisa, ja que els models de gravetat es desenvolupen a partir de l'observació de petites pertorbacions de les naus espacials, és a dir, una petita variació de velocitat i altitud. El seguiment es realitza bàsicament per les antenes de la Deep Space Network (DSN), amb Doppler unidireccional, bidireccional i tridireccional i el seguiment d'interval aplicat. El seguiment unidireccional significa que les dades es transmeten d'una manera al DSN des de la nau espacial, mentre que les dues vies i les tres vies impliquen la transmissió de senyals des de la Terra a la nau espacial (enllaç ascendent) i després es transmeten de manera coherent a la Terra (enllaç descendent). La diferència entre el seguiment bidireccional i tridireccional és que el primer té el mateix transmissor i receptor de senyal a la Terra, mentre que el segon té el transmissor i el receptor en diferents llocs de la Terra. L'ús d'aquests tres tipus de dades de seguiment millora la cobertura i la qualitat de les dades, ja que un podria omplir el buit de dades d'un altre.
El seguiment Doppler és una tècnica comuna en el seguiment de la nau espacial, utilitzant el mètode de velocitat radial, que implica la detecció de desplaçaments Doppler. A mesura que la nau espacial s'allunya de nosaltres al llarg de la línia de visió, hi hauria un desplaçament cap al vermell del senyal, mentre que al revés, hi hauria un desplaçament cap al blau del senyal. Aquesta tècnica també s'ha aplicat per a l'observació del moviment dels exoplanetes. Mentre que per al seguiment de la distància, es fa mitjançant la mesura del temps de propagació d'anada i tornada del senyal. La combinació del desplaçament Doppler i l'observació de la distància promou una major precisió de seguiment de la nau espacial.
Aleshores, les dades de seguiment es convertirien per desenvolupar models de gravetat global mitjançant l'equació harmònica esfèrica que es mostra a dalt. Tanmateix, una eliminació addicional dels efectes a causa de l'efecte de la marea terrestre, diversos efectes relativistes a causa del Sol, Júpiter i Saturn, forces no conservatives (per exemple, desaturacions de moment angular (AMD), arrossegament atmosfèric i pressió de radiació solar) s'ha de fer, en cas contrari, es produeixen errors considerables.

## Història
L'últim model de gravetat per a Mart és el Goddard Mars Model 3 (GMM-3), produït el 2016, amb solució d'harmònics esfèrics fins al grau i l'ordre 120. Aquest model es desenvolupa a partir de 16 anys de dades de seguiment de ràdio de la Mars Global Surveyor (MGS), Mars Odyssey i Mars Reconnaissance Orbiter (MRO), així com el model de topografia MOLA i proporciona una resolució global de 115 km. Amb aquest model es van produir un mapa separat d'anomalies de gravetat a l'aire lliure, un mapa d'anomalies de la gravetat de Bouguer i un mapa del gruix de l'escorça. En comparació amb l'MRO110C i altres models anteriors, la millora important de l'estimació del camp de gravetat prové d'un modelatge més acurat de les forces no conservadores aplicades a la nau espacial.
| Solucions gravitacionals | Autors                                                                                         | Any  | Grau (m) i ordre (l) de la solució harmònica esfèrica [Resolució de superfície (km)] | Font de dades |
| ------------------------ | ---------------------------------------------------------------------------------------------- | ---- | ------------------------------------------------------------------------------------ | --- |
| –                        | JP Gapcynski, RH Tolson and WH Michael Jr                                                      | 1977 | 6                                                                                    | Dades de seguiment de les naus Mariner 9, Viking 1 i 2                                                                                            |
| Geoide marcià            | G Balmino, B Moynot i N Vales                                                                  | 1982 | 18 [¬600 km]                                                                         | Dades de seguiment de les naus Mariner 9, Viking 1 i 2                                                                                            |
| GMM-1                    | DE Smith, FJ Lerch, RS Nerem, MT Zuber, GB Patel, SK Fricke i FG Lemoine                       | 1993 | 50 [200–300 km]                                                                      | Dades de seguiment de les naus Mariner 9, Viking 1 i 2                                                                                            |
| Mars50c                  | AS Konopliv, WL Sjogren                                                                        | 1995 | 50                                                                                   | Dades de seguiment de les naus Mariner 9, Viking 1 i 2                                                                                            |
| GMM-2B                   | FG Lemoine, DE Smith, DD Rowlands, MT Zuber, GA Neumann, DS Chinn, i DE Pavlis                 | 2001 | 80                                                                                   | Dades de seguiment de la Mars Global Surveyor (MGS) i dades de topografia derivades de MOLA                                                       |
| GGM1041C                 | FG Lemoine                                                                                     | 2001 | 90                                                                                   | Dades de seguiment de la Mars Global Surveyor (MGS) i Mars Odyssey i dades de topografia derivades de MOLA                                        |
| MGS95J                   | AS Konopliv, CF Yoder, EM Standish, DN Yuan, WL Sjogren                                        | 2006 | 95 [~112 km]                                                                         | Dades de seguiment de la Mars Global Surveyor (MGS) i Mars Odyssey i dades de topografia derivades de MOLA                                        |
| MGGM08A                  | JC Marty, G Balmino, J Duron, P Rosenblatt, S Le Maistre, A Rivoldini, V Dehant, T. Van Hoolst | 2009 | 95 [~112 km]                                                                         | Dades de seguiment de la Mars Global Surveyor (MGS) i Mars Odyssey i dades de topografia derivades de MOLA                                        |
| MRO110B2                 | AS Konopliv, SW Asmar, WM Folkner, Ö Karatekin, DC Nunes, SE Smrekar, CF Yoder, MT Zuber       | 2011 | 110                                                                                  | Dades de seguiment de la Mars Global Surveyor (MGS), Mars Odyssey i Mars Reconnaissance Orbiter (MRO) i dades de topografia derivades de MOLA     |
| MGM2011                  | C Hirt, SJ Claessens, M Kuhn, WE Featherstone                                                  | 2012 | [3 km (equator) – 125 km]                                                            | Solució gravitacional de l'MRO110B2 i dades de topografia derivades de MOLA                                                                       |
| GMM-3                    | A Genova, S Goossens, FG Lemoine, E Mazarico, GA Neumann, DE Smith, MT Zuber                   | 2016 | 120 [115 km]                                                                         | Mars Global Surveyor (MGS), Mars Odyssey i Mars Reconnaissance Orbiter (MRO) - MGS (SPO-1, SPO-2, GCO, MAP) - ODY (ODYT, ODYM) - MRO (MROT, MROM) |

Les tècniques de seguiment de la nau espacial i la interpretació geofísica de les característiques de la superfície poden afectar la resolució de la força del camp gravitatori. La millor tècnica afavoreix solucions harmòniques esfèriques a graus i ordres més alts. L'anàlisi independent de les dades de seguiment de la Mariner 9 i el Viking Orbiter va donar un grau i ordre de 6 solucions harmòniques esfèriques., Una combinació addicional dels dos conjunts de dades, juntament amb la correlació d'anomalies amb característiques volcàniques (anomalia positiva) i depressió impresa profunda (anomalia negativa) assistida per dades d'imatge, permet produir un grau i ordre de 18 solucions harmòniques esfèriques. L'ús posterior del mètode de restricció espacial a priori, que havia tingut en compte la topografia per resoldre la restricció de la llei de potència de Kaula, havia afavorit el model de solució harmònica esfèrica de fins a grau 50 en resolució global (Goddard Mars Model-1, o GMM-1) després els models subsegüents amb més integritat i grau i ordre fins a 120 per al darrer GMM-3

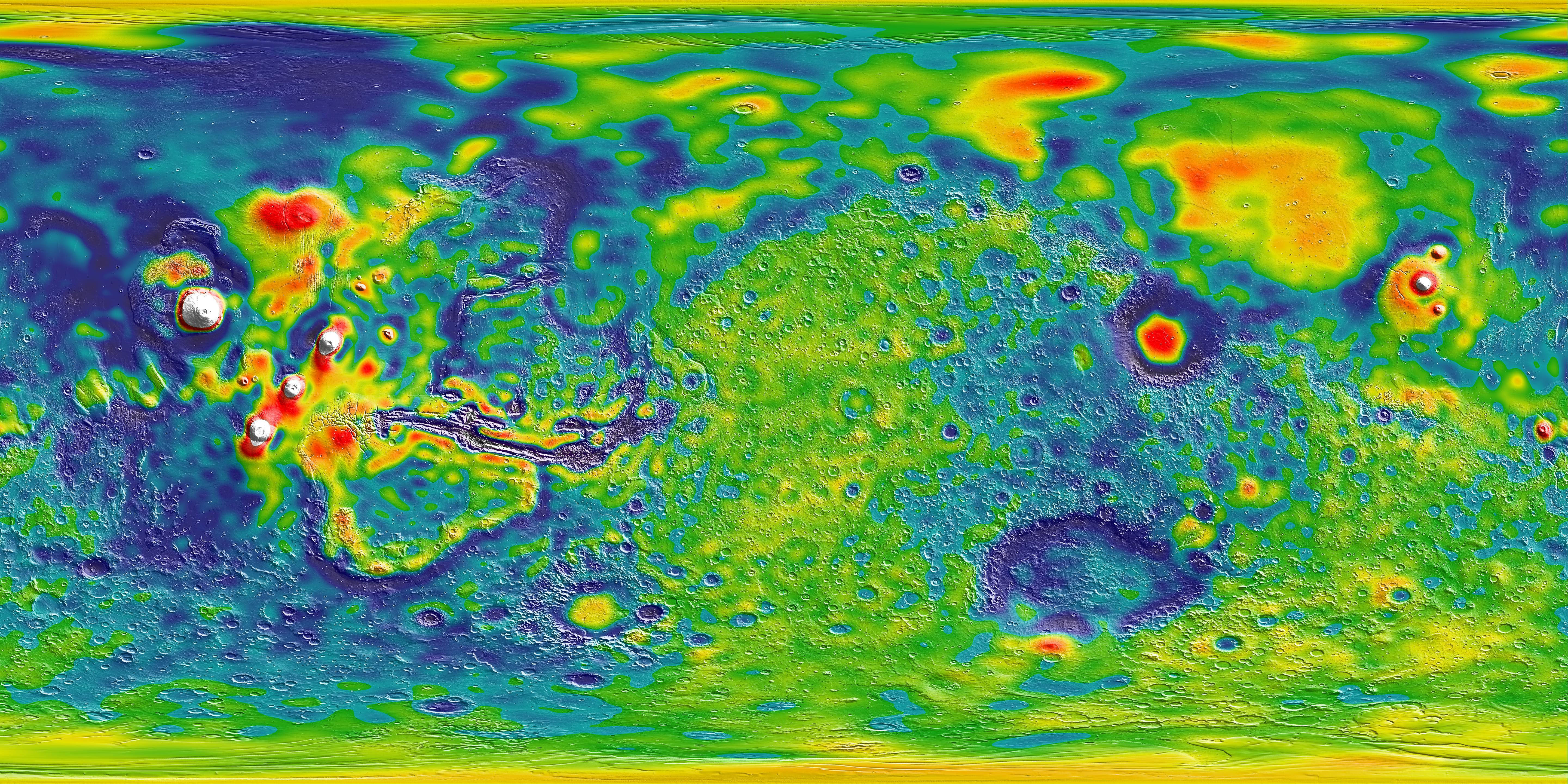
Mapa de gravetat a l'aire lliure de Mart produït juntament amb la solució de gravetat GMM-3 (En vermell: gravetat alta; en blau: gravetat baixa) (Crèdit: Estudi de visualització científica de la NASA)

Per tant, els models de gravetat avui dia no es produeixen directament mitjançant la transferència de les dades de gravetat mesurades a cap sistema d'informació espacial perquè hi ha dificultats per produir models amb una resolució prou alta. Les dades de Topografia obtingudes de l'instrument MOLA a bord de la Mars Global Surveyor es converteixen així en una eina útil per produir un model de gravetat a escala curta més detallat, utilitzant la correlació gravetat-topografia a curt termini. longitud d'ona. Tanmateix, no totes les regions de Mart mostren aquesta correlació, especialment les terres baixes del nord i els pols. Es podrien produir fàcilment resultats enganyosos, cosa que podria conduir a una interpretació geofísica incorrecta.
Les modificacions posteriors del model de gravetat inclouen tenir en compte altres forces no conservadores que actuen sobre les naus espacials, com ara l'arrossegament atmosfèric, la pressió de radiació solar, la pressió de radiació solar reflectida per Mart, la emissió tèrmica de Mart, i l'empenta de naus espacials que despunta o desatura les rodes del moment angular. A més, també s'haurien de corregir la precessió marciana i l'atracció del tercer cos a causa del Sol, la Lluna i els planetes, que podrien afectar l'òrbita de la nau espacial, així com els efectes relatius en les mesures. Aquests factors podrien provocar una compensació del camp de gravetat real. Per tant, cal un modelatge precís per eliminar el desplaçament. Aquest treball encara està en curs.

## Camp de gravetat estàtic
Molts investigadors han esbossat la correlació entre les anomalies de gravetat a l'aire lliure de longitud d'ona curta (variant localment) i la topografia. Per a les regions amb una correlació més alta, les anomalies de la gravetat a l'aire lliure es podrien ampliar a un grau més alt de força mitjançant la interpretació geofísica de les característiques de la superfície, de manera que el mapa gravitatori podria oferir una resolució més alta. S'ha trobat que les terres altes del sud tenen una alta correlació gravitatòria/topografia, però no per a les terres baixes del nord. Therefore, the resolution of free-air gravity anomaly model typically has higher resolution for the southern hemisphere, as high as over 100 km.
Les anomalies de la gravetat a l'aire lliure són relativament més fàcils de mesurar que les anomalies de Bouguer sempre que es disposi de dades de topografia perquè no cal eliminar l'efecte gravitatori a causa de l'efecte de l'excés de massa o el dèficit del terreny. després que la gravetat es redueixi al nivell del mar. Tanmateix, per interpretar l'estructura de l'escorça, és necessària una eliminació addicional d'aquest efecte gravitatori perquè la gravetat reduïda només sigui el resultat del nucli, el mantell i l'escorça per sota del nivel de referència. El producte després de l'eliminació són les anomalies de Bouguer. Tanmateix, la densitat del material en la construcció del terreny seria la limitació més important en el càlcul, que pot variar lateralment al planeta i es veu afectada per la porositat i la geoquímica de la roca. La informació rellevant es podria obtenir dels meteorits marcians i de l'anàlisi in situ.

### Anomalies locals de la gravetat

La variació del límit escorça-mantell, la intrusió, el vulcanisme i la topografia poden afectar l'òrbita de la nau espacial, a causa de la major densitat de mantell i material volcànic i la menor densitat de l'escorça. (No a escala)
+va: anomalia positiva; -va: anomalia negativa

Atès que les anomalies de la gravetat de Bouguer tenen forts vincles amb la profunditat del límit escorça-mantell, una amb anomalies positives de Bouguer pot significar que té una escorça més fina composta de material de menor densitat i està influenciada més fortament pel mantell més dens, i viceversa. No obstant això, també podria contribuir-hi la diferència de densitat de la càrrega volcànica en erupció i la càrrega sedimentària, així com la intrusió subterrània i l'eliminació de material. Moltes d'aquestes anomalies estan associades a característiques geològiques o topogràfiques. Poques excepcions inclouen l'anomalia 63°E, 71°N, que pot representar una estructura soterrada extensa de més de 600 km, va ser anterior a la superfície soterrada del Noeic primerenc.

#### Anomalies topografiques
S'ha demostrat una forta correlació entre la topografia i les anomalies de gravetat a l'aire lliure de longitud d'ona curta tant per a l'estudi del camp de gravetat de la Terra com de la Lluna, i es pot explicar per l'ampli aparició de la isostàsia. S'espera una alta correlació per al grau superior a 50 (anomalia de longitud d'ona curta) a Mart. I podria arribar a ser de 0,9 per graus entre 70 i 85. Aquesta correlació es podria explicar per la compensació de flexió de les càrregues topogràfiques. S'observa que les regions més antigues de Mart es compensen isostàsicament quan la regió més jove sol ser només parcialment compensada.

#### Anomalies de construccions volcàniques

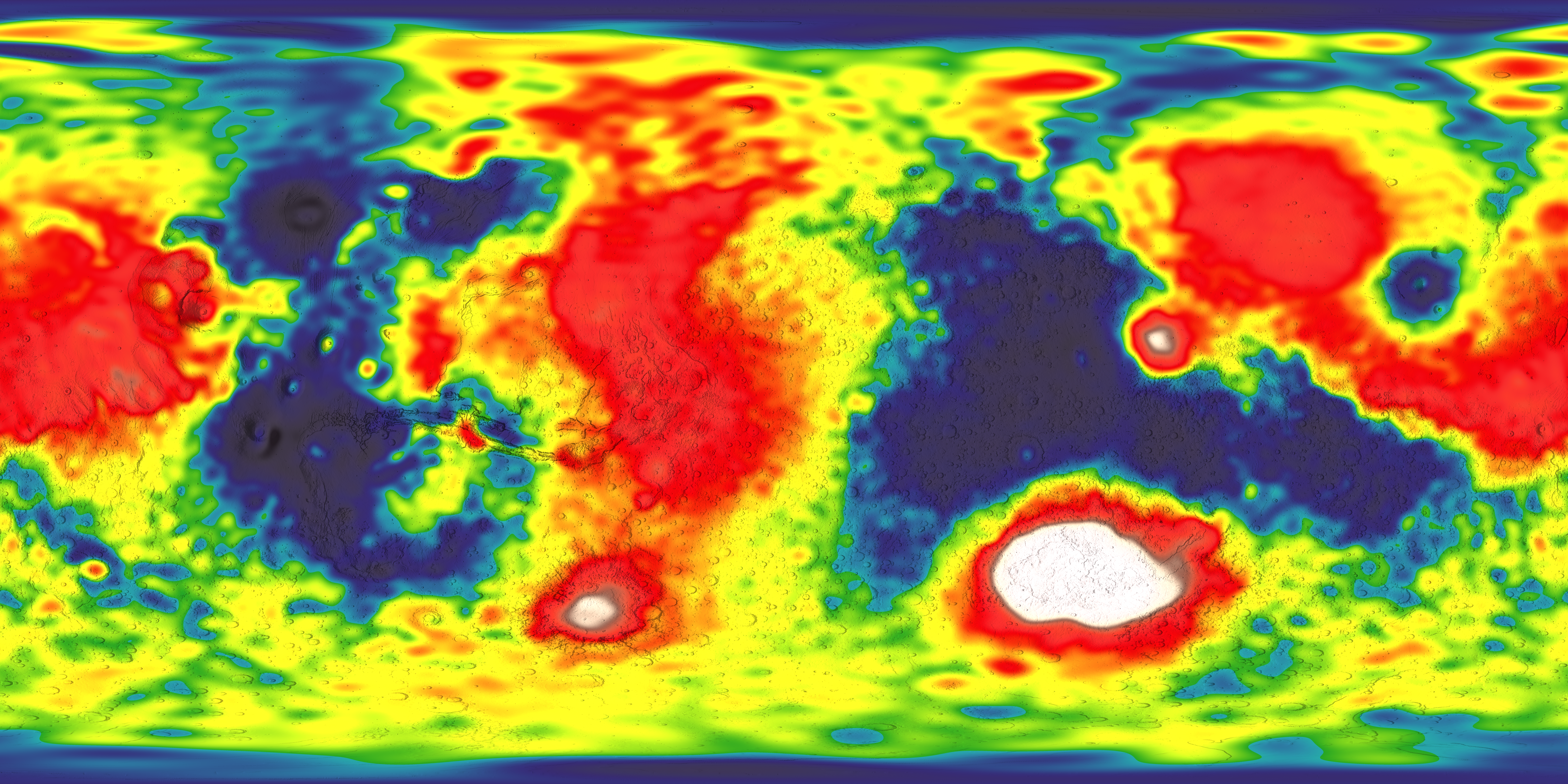
Mapa gravitacional de la Mars Bouguer, elaborat juntament amb la solució de gravetat GMM-3 el 2016(en vermell: gravetat alta; en blau: gravetat baixa) (Crèdit: Estudi de visualització científica de la NASA)

Diferents construccions volcàniques podrien comportar-se de manera diferent en termes d'anomalies de gravetat. Els volcans Olympus Mons i Tharsis Montes produeixen les anomalies positives de gravetat a l'aire lliure més petites del sistema solar. Alba Patera, també una ascensió volcànica, al nord dels Tharsis Montes, però, produeix una anomalia de Bouguer negativa, encara que la seva extensió és similar a la de l'Olympus Mons. I per a l'Elysium Mons, es troba que el seu centre presenta un lleuger augment de les anomalies de Bouguer en un context general d'anomalia negativa ampli de l'Elysium rise.
El coneixement de l'anomalia dels volcans, juntament amb la densitat del material volcànic, seria útil per determinar la composició litosfèrica i l'evolució de l'escorça de diferents edificis volcànics.
S'ha suggerit que la lava extruïda podria anar des de l'andesita (baixa densitat) fins a la basàltica (alta densitat) i la composició podria canviar durant la construcció de l'escut volcànic, la qual cosa contribueix a l'anomalia. Un altre escenari és que és possible que el material d'alta densitat s'introdueixi sota el volcà. Aquest escenari ja s'ha observat sobre el famós Syrtis major, que s'ha deduït que té una cambra magmàtica extinta amb 3300 kg m3 sota el volcà, evident per l'anomalia positiva de Bouguer.

#### Anomalies de les depressions
Les diferents depressions també es comporten de manera diferent en l'anomalia de Bouguer. Les conques d'impacte gegants com Argyre, Isis, Hellas i Utopia també presenten anomalies de Bouguer positives molt fortes de manera circular. Aquestes conques han estat debatudes pel seu origen de cràter d'impacte. Si ho són, les anomalies positives poden ser degudes a l'elevació de Moho, l'aprimament de l'escorça i esdeveniments de modificació per càrregues superficials sedimentàries i volcàniques després de l'impacte.
Però al mateix temps també hi ha algunes grans conques que no estan associades a una anomalia de Bouguer tan positiva, per exemple, Daedalia, el nord de Tharsis i Elysium, que es creu que són sota la plana del nord de les terres baixes.
A més, també s'ha trobat que determinades parts del Coprates, Eos Chasma i Kasei Valles tenen anomalies positives de Bouguer, tot i que són depressions topogràfiques. Això pot suggerir que aquestes depressions es troben a la base d'un cos d'intrusió dens i poc profund.

### Anomalies de gravetat global
Les anomalies de gravetat global, també anomenades anomalies de gravetat de longitud d'ona llarga, són els harmònics de baix grau del camp de gravetat, que no es pot atribuir a la isostàsia local, sinó a la força finita del mantell i les diferències de densitat en el corrent de convecció. Per a Mart, el component més gran de l'anomalia de Bouguer és l'harmònic de grau 1, que representa el dèficit de massa a l'hemisferi sud i l'excés a l'hemisferi nord. El segon component més gran correspon a l'aplanament del planeta. i la protuberància de Tharsis.
Els primers estudis del geoide als anys 50 i 60 del segle xx s'han centrat en els harmònics de baix grau del camp de gravetat de la Terra per entendre la seva estructura interior. S'ha suggerit que aquestes anomalies de longitud d'ona llarga a la Terra podrien ser aportades per les fonts situades al mantell profund i no a l'escorça, per exemple, causades per les diferències de densitat en la conducció del corrent de convecció,
que ha anat evolucionant amb el temps. La correlació entre determinades anomalies de la topografia i les anomalies de la gravetat de longitud d'ona llarga, per exemple, la dorsal mesoatlàntica i la dorsal de Carlsberg, que tenen una topografia alta i una gravetat alta a la fons oceànic, es va convertir així en l'argument de la idea actual de convecció a la Terra als anys setanta del segle xx, tot i que aquestes correlacions són febles en el panorama global.
Una altra possible explicació per a les anomalies a escala global és la força finita del mantell (en contrast amb l'estrès zero), que fa que la gravetat es desviï de l'equilibri hidroestàtic. Per a aquesta teoria, a causa de la força finita, pot ser que el flux no existeixi per a la majoria de les regions que estan substressades. I les variacions de densitat del mantell profund podrien ser el resultat de les heterogeneïtats químiques associades a les separacions de continents, i les cicatrius deixades a la Terra després de l'arrancada de la lluna. Aquests són els casos suggerits per funcionar quan es permet que es produeixi un flux lent en determinades circumstàncies. Tanmateix, s'ha argumentat que la teoria pot no ser físicament factible.

## Camp de gravetat variable en el temps

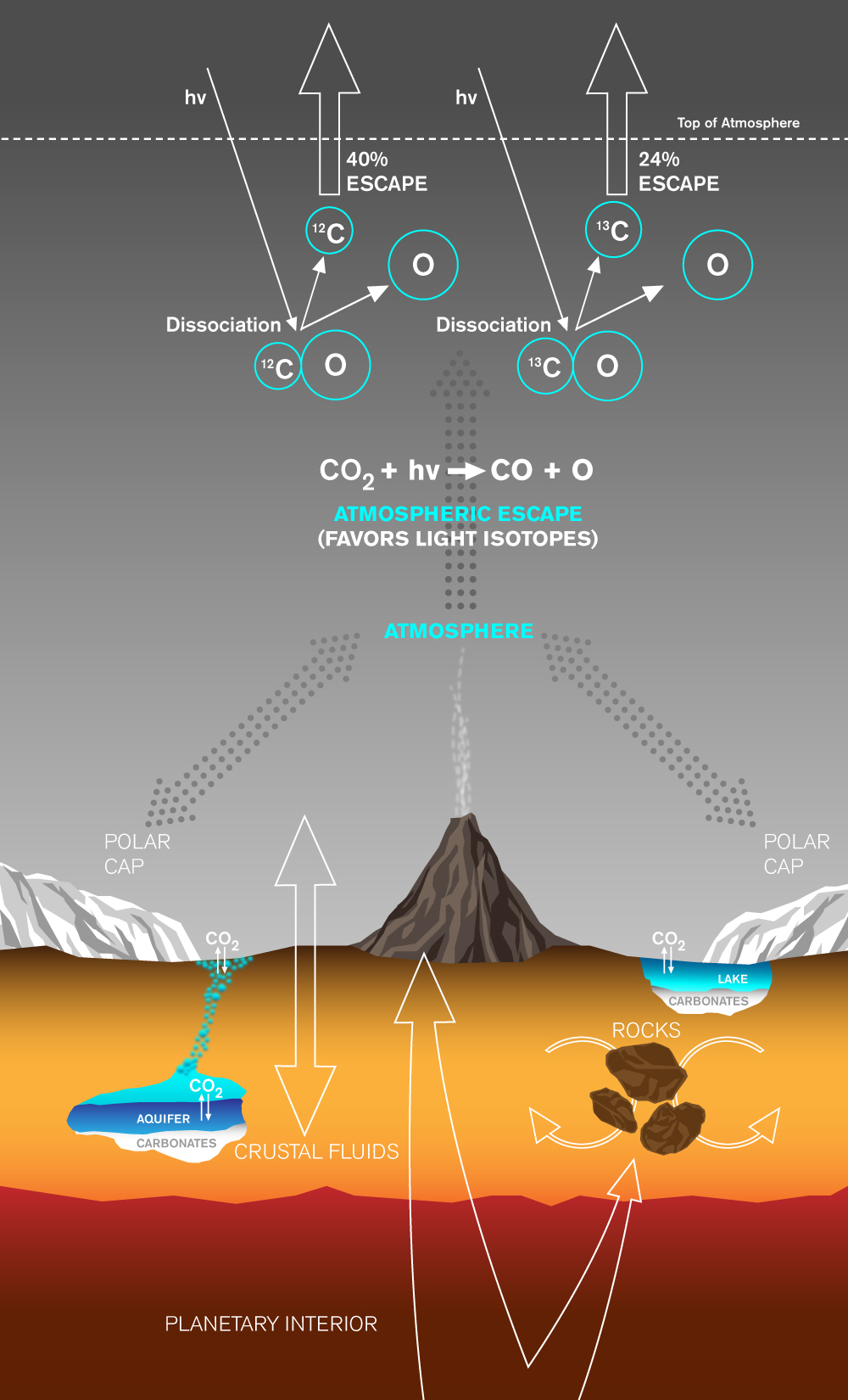
A Mart es produeix un cicle de sublimació-condensació que provoca l'intercanvi de diòxid de carboni entre la criosfera i l'atmosfera. Al seu torn, hi ha intercanvi de masses entre les dues esferes, la qual cosa dona una variació estacional de la gravetat.
(Cortesia NASA/JPL-Caltech)

### Canvi estacional del camp de gravetat als pols
El cicle de la sublimació-condensació del diòxid de carboni a Mart entre l'atmosfera i la criosfera (casquet polar) funciona de manera estacional. Aquest cicle contribueix com a gairebé l'única variable que té en compte els canvis en el camp de gravetat a Mart. El potencial gravitatori mesurat de Mart des dels orbitadors es podria generalitzar com l'equació següent:
{\displaystyle V({\text{Mars}})=V({\text{planeta sòlid}})+V({\text{seasonal caps}}+{\text{atmosfera}})}
Al seu torn, quan hi hagi més massa als casquets estacionals a causa de la major condensació de diòxid de carboni de l'atmosfera, la massa de l'atmosfera baixaria. Tenen una relació inversa entre si. I el canvi de massa té un efecte directe cap al potencial gravitatori mesurat.
L'intercanvi de massa estacional entre el casquet polar nord i el casquet polar sud presenta una variació de la gravetat de longitud d'ona llarga amb el temps. Llargs anys d'observació contínua han trobat que la determinació del coeficient de gravetat normalitzat zonal parell Cl=2, m=0, i del coeficient de gravetat normalitzat zonal senar Cl=3, m= 0 són crucials per descriure la gravetat variable en el temps a causa d'aquest intercanvi de masses, on {\displaystyle l} és el grau mentre que {\displaystyle m} és l'ordre. Més habitualment, es representen en forma de Clm en els articles de recerca.
Si considerem els dos pols com a dues masses puntuals diferents, llavors, les seves masses es defineixen com:
{\displaystyle M_{NP}={\frac {C_{20}+C_{30}}{2}}\,M_{\text{Mars}}}
{\displaystyle M_{SP}={\frac {C_{20}-C_{30}}{2}}\,M_{\text{Mars}}}
Les dades han indicat que la variació màxima de la massa del casquet polar sud és d'aproximadament 8,4 × 1015 kg, que es produeix prop de l'equinocci de tardor, mentre que el del polar nord és d'aproximadament 6,2 × 1015 kg, que té lloc entre el solstici d'hivern i l'equinocci de primavera.
A llarg termini, s'ha trobat que la massa de gel emmagatzemada al pol nord augmentaria en (1,4 ± 0,5) × 1011 kg, mentre que al pol sud disminuiria en (0,8 ± 0,6) × 1011 kg. A més, l'atmosfera també hauria disminuït en termes de massa de diòxid de carboni en (0,6 ± 0,6) × 1011 kg a llarg termini. A causa de l'existència d'incerteses, no és clar si la migració de material del pol sud al pol nord està en curs, encara que no es pot descartar aquesta possibilitat.

## Marea
Les dues forces de marea principals que actuen a Mart són la marea solar i la marea de Fobos. El nombre de Love k₂ és una important constant adimensional proporcional que relaciona el camp de marea que actua sobre el cos amb el moment multipolar resultant de la distribució de massa del cos. Normalment, k₂ pot indicar una deformació quadrupolar. Trobar k₂ és útil per entendre l'estructura interior de Mart. El k₂ més actualitzat obtingut per l'equip de Genova és 0,1697 ± 0,0009. Com si k₂ fos més petit que 0,10 s'indicaria un nucli sòlid, això indica que almenys el nucli exterior és líquid a Mart, i el radi del nucli previst és de 1520–1840 km.
Tanmateix, les dades actuals de seguiment de ràdio de MGS, ODY i MRO no permeten detectar l'efecte del retard de fase sobre les marees perquè és massa feble i necessita mesuraments més precisos sobre la pertorbació de les naus espacials en el futur.

## Implicacions geofísiques

### Gruix de l'escorça

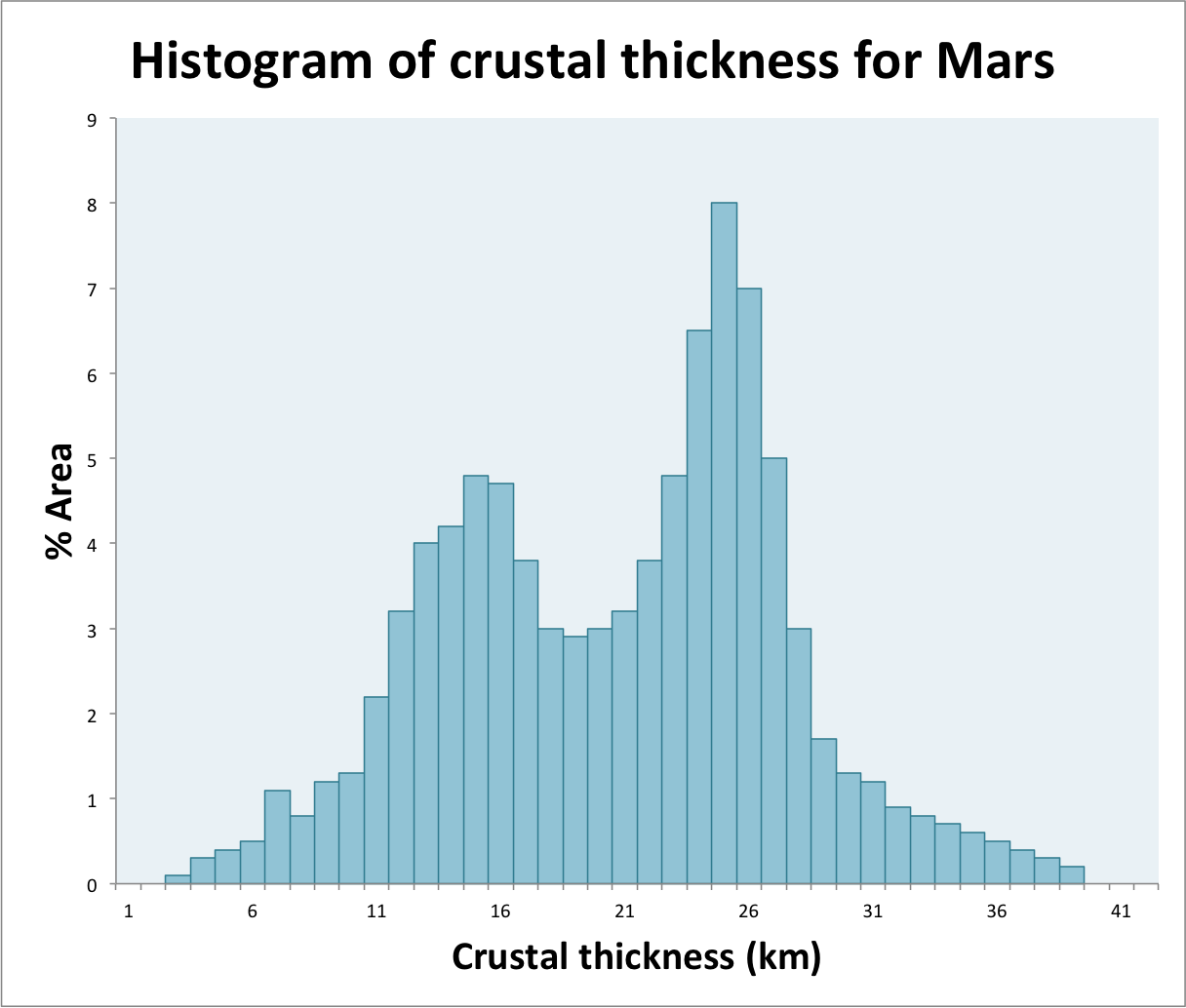
Histograma d'àrea percentual respecte al gruix de l'escorça de Mart: 32 km i 58 km són els dos pics principals de l'histograma.

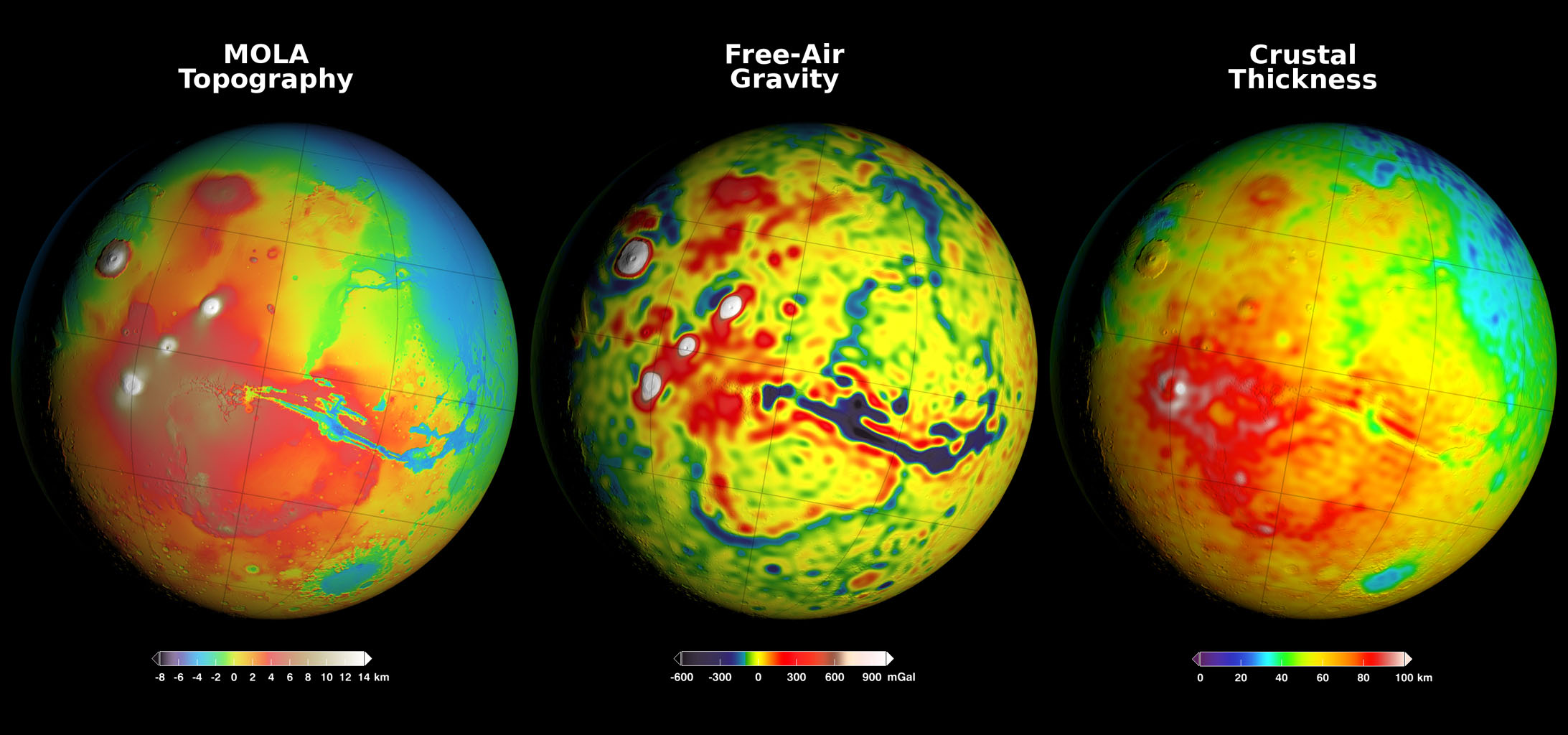
Comparació de topografia, anomalia de gravetat a l'aire lliure i mapa de densitat de l'escorça – en vermell: gravetat alta; en blau: gravetat baixa

Actualment no hi ha cap mesura directa del gruix de l'escorça a Mart. Les implicacions geoquímiques dels meteorits SNC i del meteorit ortopiroxenita ALH84001 van suggerir que el gruix mitjà de l'escorça de Mart és de 100–250 km. L'anàlisi de relaxació viscosa va suggerir que el gruix màxim és de 50-100 km. Aquest gruix és fonamental per mantenir les variacions de l'escorça hemisfèrica i prevenir el flux del canal. Estudis combinats sobre geofísica i geoquímica van suggerir que el gruix mitjà de l'escorça podria baixar fins als 50 ± 12 km.
La mesura del camp de gravetat per diferents orbitadors permet produir un model global de potencial de Bouguer de més alta resolució. Amb les anomalies locals de densitat baixa i l'efecte de l'aplanament del nucli eliminat, es produeix el potencial de Bouguer residual, tal com indica la següent equació:
{\displaystyle U_{RB}=U_{B}-U_{\text{core}}-U_{\text{local}}}
El potencial de Bouguer residual és aportat pel mantell. L'ondulació del límit escorça-mantell, o la superfície de Moho, amb la massa del terreny corregida, hauria d'haver donat lloc a una anomalia residual variable. Al seu torn, si s'observa un límit ondulat, hi hauria d'haver canvis en el gruix de l'escorça.
L'estudi global de les dades d'anomalia residual de Bouguer indica que el gruix de l'escorça de Mart varia des de 5,8 km a 102 km. Dos pics principals a 32 km i 58 km s'identifiquen a partir d'un histograma d'àrea igual del gruix de l'escorça. Aquests dos pics estan relacionats amb la dicotomia de l'escorça de Mart. Gairebé tota l'escorça de més de 60 km és aportada per l'altiplà del sud, amb un gruix generalment uniforme. I les terres baixes del nord en general té una escorça més fina. El gruix de l'escorça de la regió d'Arabia Terra i de l'hemisferi nord depenen de la latitud. Com més cap al sud, cap al Sinai Planum i Lunae Planum, més espessa és l'escorça.
Entre totes les regions, Thaumasia i Claritis contenen la part més gruixuda de l'escorça de Mart que explica l'histograma > 70 km. S'observa que les conques d'Hellas i Argyre tenen una escorça més fina de 30 km, que són la zona excepcionalment prima de l'hemisferi sud. També s'observa que Isidis i Utopia tenen un aprimament important de l'escorça, i es creu que el centre de les conques d'Isidis té l'escorça més fina de Mart.

### Redistribució de l'escorça per impacte i relaxació viscosa

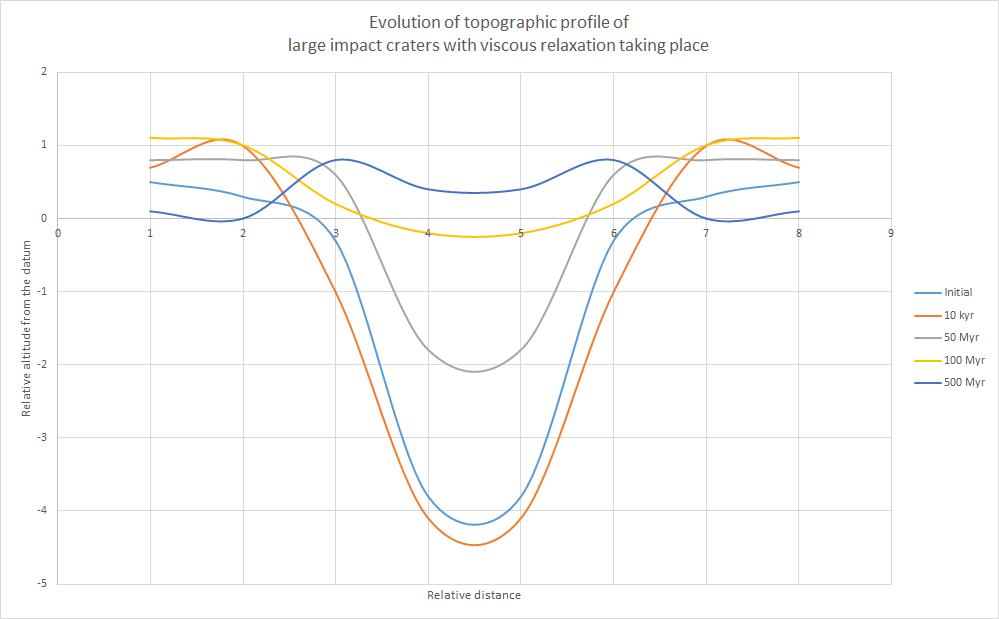
Després de l'impacte inicial, un alt flux de calor i un alt contingut d'aigua haurien afavorit que es produís una relaxació viscosa. L'escorça es torna més dúctil.
Així, la topografia de la conca dels cràters està sotmesa a una major tensió a causa de l'autogravitació, que impulsa encara més el flux de l'escorça i la decadència del relleu. Tanmateix, aquesta anàlisi pot no funcionar per a cràters d'impacte gegants com ara Hellas, Utopia, Argyre i Isidis.

Es creu que l'aprimament de l'escorça s'ha produït sota gairebé tots els cràters d'impacte principals. L'excavació de l'escorça, la modificació per col·locació de material volcànic i el flux de l'escorça que té lloc a la litosfera feble són les possibles causes. Amb l'escorça prèvia a l'impacte excavada, la restauració gravitatòria es duria a terme mitjançant l'elevació del mantell central, de manera que el dèficit de massa de la cavitat es podria compensar amb la massa del material més dens aixecat.
Les conques d'impacte gegant Utopia, Hellas, Argyre i Isidis són alguns dels exemples més destacats. Utopia, una conca d'impacte situada a les terres baixes del nord, està plena de material sedimentari lleuger i dipositat per aigua i té una escorça lleugerament espessida al centre. Això es deu potencialment. a un gran procés de repavimentació a les terres baixes del nord. Mentre que per a les conques Hellas, Argyre i Isis, tenen un gran relleu elevat de Moho i presenten anells d'escorça difusament espessa més enllà de la vora de l'escorça.
Però, al contrari, gairebé totes les conques marcianes amb un diàmetre de 275 km < D < 1000 km estan associades amb una superfície de baixa amplitud i un relleu Moho de baixa amplitud. Fins i tot s'ha trobat que molts tenen una anomalia negativa de la gravetat de l'aire lliure, tot i que l'evidència ha demostrat que tots haurien d'haver experimentat una gravetat alta (anomalia positiva de la gravetat de l'aire lliure). S'ha suggerit que no són causats només per l'erosió i l'enterrament, ja que l'addició de material a la conca augmentaria la força de la gravetat en lloc de disminuir-la. Per tant, s'hauria d'haver produït una relaxació viscosa. L'elevat flux de calor i l'alt contingut d'aigua a l'escorça marciana primerenca van afavorir la relaxació viscosa. Aquests dos factors han fet que l'escorça sigui més dúctil. La topografia de la conca dels cràters estaria sotmesa a una més gran tensió a causa de l'autogravitació. Aquest estrès impulsaria el flux de l'escorça i, per tant, la decadència del relleu. Les conques d'impacte gegants són les excepcions que no han experimentat una relaxació viscosa, ja que l'aprimament de l'escorça ha fet que l'escorça sigui massa prima per mantenir el flux de l'escorça subsòlid.

### Baixa densitat aparent de l'escorça
El model RM1 de densitat de l'escorça més recent desenvolupat el 2017 dona que la densitat de l'escorça sigui de 2582 ± 209 kg m−3 per a Mart, que representa un valor mitjà global. Hauria d'existir una variació lateral de la densitat de l'escorça. Per exemple, sobre els complexos volcànics, s'espera que la densitat local sigui tan alta com 3231 ± 95 kg m−3, que coincideix amb les dades dels meteorits i les estimacions anteriors. A més, la densitat de l'hemisferi nord és en general més alta que la de l'hemisferi sud, cosa que pot implicar que el segon és més porós que el primer.
Per aconseguir el valor global, la porositat podria tenir un paper important. Si es tria la densitat de gra mineral sigui de 3100 kg m−3, una porositat del 10% al 23% podria provocar una caiguda de 200 kg m−3 en la densitat aparent. Si els espais porosos s'omplen d'aigua o gel, també s'espera una disminució de la densitat aparent. Una caiguda més de la densitat aparent es podria explicar per l'augment de la densitat amb la profunditat, amb la capa superficial més porosa que la de Mart més profunda, i l'augment de la densitat amb la profunditat també té variacions geogràfiques.

## Enginyeria i aplicacions científiques

### Areoide
L'areoide és un geoide planetari que representa la figura equipotencial gravitatòria i rotacional de Mart, anàloga al concepte de geoide ("nivell del mar") a la Terra. Aquest s'ha establert com a marc de referència per desenvolupar dels Mission Experiment Gridded Data Records (MEGDRs) de la MOLA, que és un model de topografia global. El model de topografia és important per cartografiar les característiques geomorfològiques i per entendre diferents tipus de processos a Mart.
Per derivar l'areoide calen dues parts de treballs. En primer lloc, com que les dades de gravetat són essencials per identificar la posició del centre de massa del planeta, que es veu afectat en gran manera per la distribució de la massa de l'interior, les dades de seguiment per ràdio de les naus espacials són necessàries. Això ho va fer en gran part el Mars Global Surveyor (MGS). Aleshores, l'instrument del MOLA 2 a bord de l'MGS, que opera a una òrbita d'elevació de 400 km, podria mesurar l'abast (distància) entre la nau espacial i la superfície terrestre mitjançant el recompte del temps d'anada i tornada de vol del pols de l'instrument. La combinació d'aquests dos treballs permet construir l'areoide i els MEGDR.
D'acord amb l'anterior, l'areoide ha pres el radi com a radi mitjà del planeta a l'equador com a 3396 km.

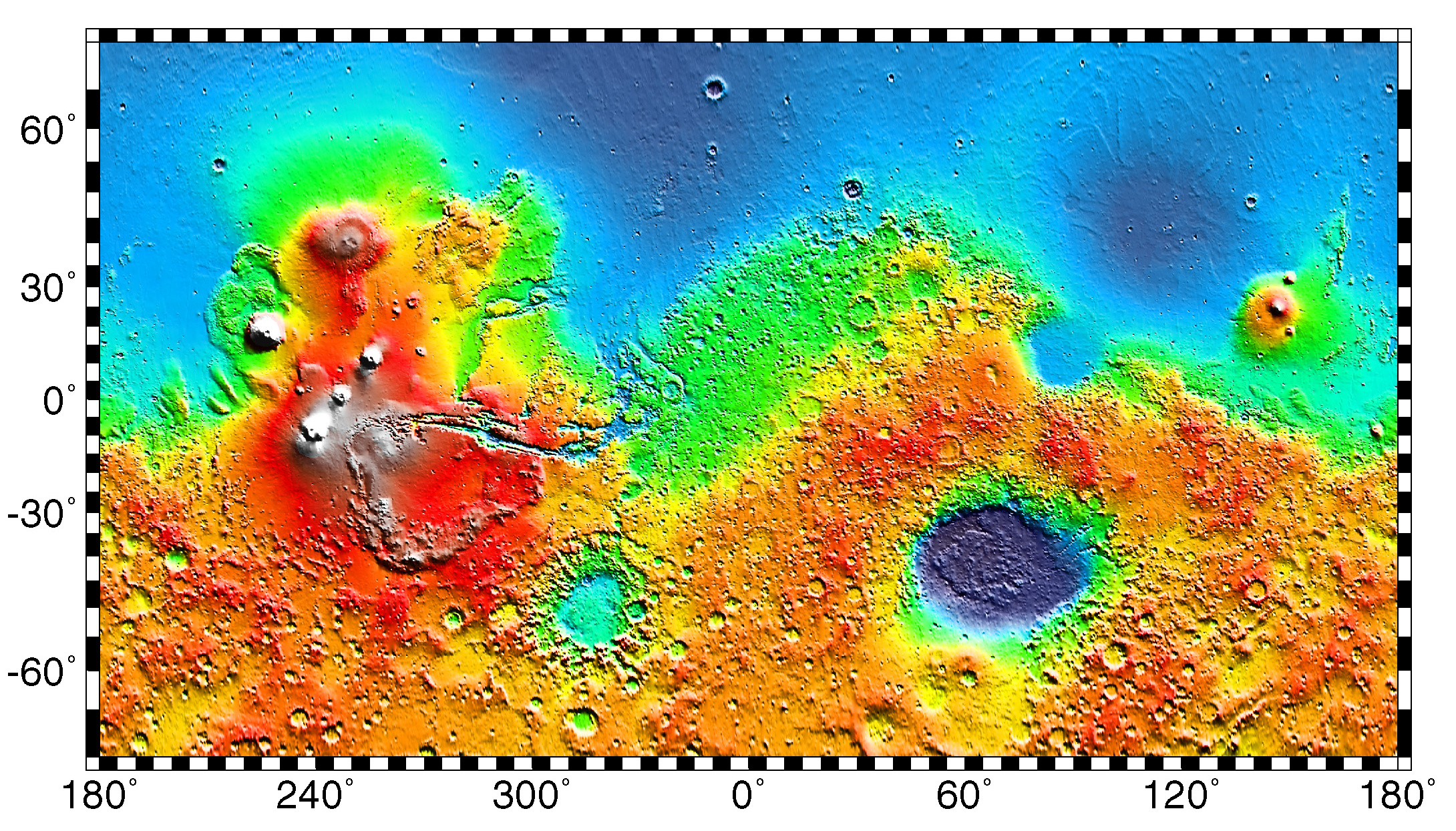
El model de topografia MEDGRs es va desenvolupar mitjançant la mesura de la distància (distància) feta per l'instrument MOLA 2 i les dades de seguiment de ràdio del Mars Global Surveyor (MGS). El punt més alt es troba a l'Olympus Mons mentre el punt més profund es troba dins de la conca Hellas.(Marró-vermell: Topografia alta; Verd-blau: Topografia baixa) (Crèdit: NASA/JPL-Caltech)

### Aterratge en superfície
Com que hi ha una gran distància entre Mart i la Terra, el comandament immediat de l'aterratge és gairebé impossible i l'aterratge depèn molt del seu sistema autònom. S'ha reconegut que per evitar el fracàs, la comprensió precisa del camp de gravetat de Mart és essencial per als projectes d'aterratge, de manera que els factors de compensació i les incerteses dels efectes gravitatoris es podrien minimitzar, permetent un progrés de l'aterratge suau. El primer objecte artificial que va aterrar a Mart, el Mars 2, es va estavellar per un motiu desconegut. Atès que l'entorn superficial de Mart és complex, format per patrons morfològics que varien lateralment, per tal d'evitar el perill de les roques, el progrés de l'aterratge hauria de ser ajudat encara més mitjançant l'ús de LIDAR al lloc per determinar la posició exacta d'aterratge i altres mesures de protecció.